# Seo Ji-hye
Seo Ji-hye (en hangul, 서지혜; Seúl, 24 de agosto de 1984) es una actriz surcoreana.

## Biografía
Estudió en la Universidad Sungkyunkwan.

## Carrera
Desde 2018 es miembro de la agencia Culture Depot.
Después de llamar la atención en la película de terror Voice, protagonizó numerosos dramas, en particular Shin Don (2005), Over the Rainbow (2006), I Love You (2008), Chunja's Happy Events (2008), 49 Days (2011), The Moon and Stars for You (2012) y Punch (2014).
El 27 de septiembre del 2018 se unió al elenco principal de la serie Heart Surgeons como la doctora Yoon Soo-yeon, una asistente de cirujano torácico.
El 14 de diciembre de 2019 se unió al elenco de la serie Crash Landing on You donde dio vida a Seo Dan, una aspirante a música que proviene de una familia rica en Corea del Norte, hasta el final de la serie el 16 de febrero del 2020.
El 25 de mayo del 2020 se unió al elenco principal de la serie Shall We Eat Dinner Together? (también conocida como "Dinner Mate") donde interpretó a Woo Do-hee, hasta el final de la serie el 14 de julio del mismo año.
En mayo de 2022 se unió al elenco principal de la serie Besos y presagios.En julio del mismo año se unió al elenco de la serie Adamas, donde da vida a Eun Hye-soo, la ayudante de Ha Woo-shin y esposa del hijo mayor de Haesong Group.

## Filmografía

### Series de televisión
| Año     | Título                              | Personaje           | Cadena    | Notas            | Ref.          |
| ------- | ----------------------------------- | ------------------- | --------- | ---------------- | ------------- |
| 2003    | All In                              | Ae-sook/Mi-hee      | SBS       |                  |               |
| 2003    | Marriage Story "사랑을소매치기하다" | Choi Soo-jin        | KBS2      |                  |               |
| 2004    | Into the Storm                      | Yoo-ri              | SBS       |                  |               |
| 2004    | The Woman Who Wants to Marry        | Song Yoo-ri         | MBC       |                  |               |
| 2004    | My 19 Year Old Sister-in-Law        | Kang Ye-rim         | SBS       |                  |               |
| 2005    | Ice Girl                            | Cha Joo-ha          | KBS2      |                  |               |
| 2005    | Shin Don                            | Reina Noguk/Ban-ya  | MBC       |                  |               |
| 2005    | Bird...                             | Jung Eun-seo        | MBC       | MBC Best Theater |               |
| 2006    | Over the Rainbow                    | Ma Sang-mi          | MBC       |                  |               |
| 2006    | Who Is Living in That House?        | Tae-young           | MBC       | MBC Best Theater |               |
| 2007    | Legend of Hyang Dan                 | Hyangdan            | MBC       |                  |               |
| 2008    | I Love You                          | Na Young-hee        | MBC       |                  | [ 14 ]        |
| 2008    | Chunja's Happy Events               | Yeon Boon-hong      | MBC       |                  |               |
| 2010    | Kim Su-ro, The Iron King            | Heo Hwang-ok        | MBC       |                  |               |
| 2010    | Snail Gosiwon                       | Mi-roo              | KBS2      | Drama Special    |               |
| 2011    | 49 Days                             | Shin In-jung        | SBS       |                  | [ 15 ]        |
| 2012    | The Moon and Stars for You          | Han Chae-won        | KBS1      |                  |               |
| 2013    | Me, Dad, Mom, Grandma and Anna      | Mom                 | MBC       | Drama Festival   |               |
| 2014    | Noblewoman                          | Yoon Shin-ae        | jTBC      |                  | [ 16 ]        |
| 2014    | Punch                               | Choi Yeon-jin       | SBS       |                  |               |
| 2016    | Yeah, That's How It Is              | Lee Ji-sun          | SBS       |                  |               |
| 2016    | Don't Dare to Dream                 | Hong Hye-won        | SBS       |                  | [ 17 ]        |
| 2017    | Whisper                             | Choi Yun-ji         | SBS       | Cameo            |               |
| 2017    | Black Knight: The Man Who Guards Me | Sharon/Choi Seo-rin | KBS       |                  | [ 18 ]        |
| 2018    | Heart Surgeons                      | Dr. Yoon Soo-yeon   | SBS TV    |                  |               |
| 2019-20 | Crash Landing on You                | Seo Dan             | tvN       |                  |               |
| 2020    | Shall We Eat Dinner Together?       | Woo Do-hee          | MBC       |                  | [ 19 ]        |
| 2021    | Dr. Brain                           | Lt. Cho             | Apple TV+ |                  |               |
| 2022    | Besos y presagios                   | Hong Ye-sool        | Disney+   |                  | [ 20 ] [ 11 ] |
| 2022    | Adamas                              | Eun Hye-soo         | tvN       |                  | [ 13 ] [ 21 ] |
| 2022-23 | Red Balloon                         | Cho Eun-kang        | TV Chosun |                  | [ 22 ] [ 23 ] |
| 2024    | Familia por elección                | Park Dal            | JTBC      |                  | [ 24 ] [ 25 ] |
| 2024    | Amor en la puerta de al lado        | Jang Tae-hee        | tvN       |                  | [ 26 ]        |

### Cine
| Año  | Título                   | Personaje      |
| ---- | ------------------------ | -------------- |
| 2005 | Voz                      | Kang Seon-min  |
| 2007 | La Mafia, el Vendedor    | Han Soo-jung   |
| 2010 | Un Árbol Solitario       | Kim Soon-young |
| 2011 | El Suicidio De Previsión | Lee Hye-en     |
| 2018 | Rampante                 | Concubina Jo   |

## Premios y nominaciones
| Año  | Premio                    | Categoría                                                   | Trabajo              | Resultado | Ref.   |
| ---- | ------------------------- | ----------------------------------------------------------- | -------------------- | --------- | ------ |
| 2018 | SBS Drama Awards          | Premio a la excelencia femenina (serie de miércoles-jueves) | Heart Surgeons       | Ganadora  | [ 27 ] |
| 2020 | 56th Baeksang Arts Awards | Mejor actriz de reparto                                     | Crash Landing on You | Nominada  | [ 28 ] |
| 2020 | 7th APAN Star Awards      | Premio a la excelencia, actriz (TV)                         | Crash Landing on You | Nominada  |        |